# Guerra Civil inca

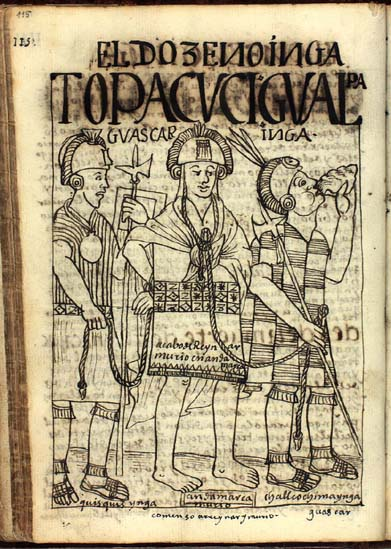
Huàscar conduït per Quizquiz i Chalcuchímac. Dibuix de Guamán Poma de Ayala.

La Guerra Civil inca, també anomenada Guerra dinàstica inca o Guerra de successió inca, fou un conflicte armat entre els partidaris de Huàscar i el seu germà o mig germà Atahualpa pel tron inca. Probablement es va iniciar l'any 1529, i se sap que la victòria el 1.532, va ser per al segon pretendent, Atahualpa, quatre setmanes abans de ser capturat i executat per Francisco Pizarro a Cajamarca.

## Antecedents
Cap al 1490, l'inca Túpac Yupanqui va iniciar la conquesta de la regió de l'actual Equador, però, el domini no va quedar assegurat. Cap al 1515, el seu fill i successor Huayna Cápac va haver d'organitzar un exèrcit de 200.000 homes per sotmetre les revoltes constants dels pobles de la zona, afectant principalment Quito, Tomepampa, l'illa Puná, Tumbes i el territori dels pastos. Acompanyant-lo en les seves campanyes van estar els seus fills Ninan Cuyuchi i Atahualpa, al costat dels seus millors generals, deixant a Cusco a Huàscar (o Topa Cusi Huallpa) amb tres orelluts (nobles), Hilaquita, Auqui Topa Inca i Tito Atauchi, a càrrec de l'administració de la capital. d'aquesta manera es va passar Huayna Cápac sufocant rebel·lions o conquistant noves terres. Quan no estava en campanya, radicava en Tomepampa, lloc del seu naixement.
El 1525 es va produir una epidèmia d'una malaltia desconeguda per als inques, identificada pels historiadors amb la verola o el xarampió, que va causar la mort d'Huayna Cápac a Quito. Abans de morir, Huayna Cápac havia designat com a príncep successor a Ninan Cuyuchi, però aquest també havia emmalaltit i mort a Tomepampa sense que ho sabés el seu pare. Encara que un grup de curaques va intentar mantenir en secret la mort de l'inca i del seu successor per evitar rebel·lions, Huàscar es va assabentar per mitjà de la seva mare Raura Ocllo, que va viatjar ràpidament de Quito a Cusco. La pesta havia matat també a dos dels orelluts regents a la capital, deixant com la millor opció per succeir al seu pare a Huàscar, elecció que va ser ratificada pels nobles de Cusco. Atahualpa, en tant, es trobava en campanya costat de l'exèrcit i va passar desapercebut. Era el preferit dels comandaments militars; els comandants més influents i capaços havien decidit quedar-se amb ell a Quito i Tomepampa.

## El conflicte
A partir de llavors ens ha arribat dos relats molt diferents sobre el conflicte: un d'ells diu que es va resoldre tot en una sola batalla, mentre que l'altra versió afirma que va ser una guerra llarga amb moltes batalles. Segons alguns cronistes, l'única batalla va ser l'enfrontament de Quipaipán o Quepaipa, on Chalcuchímac i Quizquiz van capturar Huàscar.
Després de ser arrestat, Huàscar va ser conduït a Cusco per Chalcuchímac i Quizquiz, on se li va obligar a presenciar la mort dels seus familiars, tant directes com indirectes. La seva mare li va retreure l'estat en què havia quedat l'imperi per la seva forma de governar. A la presó l'insultaven, li donaven a menjar deixalles humanes i es burlaven d'ell. El van matar quan tenia prop de 27 anys, llançant-lo probablement a un abisme, encara que també es creu que el van ofegar al riu Andamarca, per ordre d'Atahualpa, mentre aquest es trobava pres dels espanyols.
La conquesta de Cusco va acabar amb la mort de moltes famílies de la noblesa cusquenya i l'incendi dels palaus de la panaca d'Huàscar. Durant la guerra civil, com succeeix moltes vegades pel que fa a la història precolombina, les fonts varien molt sobre la xifres de morts, que van de 60.000 a 1.100.000.
Poc després de finalitzar la guerra van arribar els espanyols, sota el comandament de Francisco Pizarro, el qual va iniciar una sèrie de proclames per un i per altre bàndol, que els va permetre entrar sense ser atacats en l'imperi pel límit nord. Finalment es van decidir per ser partidaris de Huàscar després dels successos de Cajamarca en què van emboscar, van capturar i posteriorment van donar mort al vencedor de la guerra civil: Atahualpa.